# 紀元前788年
紀元前788年（きげんぜん788ねん）は、西暦による年。

## 他の紀年法
- 干支 : 癸丑
- 中国
  - 周 - 宣王40年
  - 魯 - 孝公19年
  - 斉 - 荘公贖7年
  - 晋 - 穆侯24年
  - 秦 - 荘公34年
  - 楚 - 若敖3年
  - 宋 - 戴公12年
  - 衛 - 武公25年
  - 陳 - 武公8年
  - 蔡 - 釐侯22年
  - 曹 - 恵伯8年
  - 鄭 - 桓公19年
  - 燕 - 頃侯3年
- 朝鮮
  - 檀紀1546年
- ユダヤ暦 : 2973年 - 2974年